# Nivunkijärvi
Nivunkijärvi är en sjö i Finland. Den ligger i kommunen Muonio i landskapet Lappland, i den norra delen av landet, 900 km norr om huvudstaden Helsingfors. Nivunkijärvi ligger 297,6 meter över havet. Arean är 1,44 kvadratkilometer och strandlinjen är 8,7 kilometer lång. Sjön  ingår i Torne älvs huvudavrinningsområde. 